# Nuz
Nuz est le pays qui semble désigner la partie d'un territoire dont Mayenne était le chef-lieu. Il s'agit du nom d'une forêt qui devait couvrir une vaste région, et dont les forêts de la Ferté, de la Motte, de la Monnaye et de Pré-en-Pail seraient les restes. Le mot Neuilly (autrefois Nuilli, Nuillé) semble tirer son origine de Nuz.

## Mentions
Constantien de Javron et Fraimbault de Lassay s'établirent dans le Passais en forêt de Nuz  et y meurent au VIe siècle.
Pierre-Jean Le Corvaisier et Bondonnet sont les seuls qui parlent de la forest de Nuz. Aucun texte avant le XVIe siècle ne mentionne le pays de Nuz par ce nom qui fut alors fort en vogue. 
Bonaventure Des Périers (mort en 1544) place en la ville de Maine-la-Juhès, au bas pays du Maine, ès limites de ce pays de Nus, la scène de la 29e de ses Nouvelles. Un éditeur des œuvres de Desperriers en 1725 - il était, il est vrai d'Amsterdam - à qui le pays de Nuz était inconnu, remplace ce mot par pays de Cydnus.
La Croix du Maine nous apprend que Samson Bedouin (mort en 1563) aurait écrit une Réplique sur la chanson des Nuciens ou Nutois, qui autrement sont appelés ceux de Nuz au bas pays du Maine. Parlant de Jérôme de la Vairie, qu'il fit naître à bas pays de Maine appelé vulgairement le pays de Nuz ou Nustrie, il donne par cette variante une étymologie trop savante du mot Nuz. Un autre écrivain du XVIe siècle cite aussi Mainne (Mayenne) au pays de Nuz. 
Pendant les années 1556-1558, la famine chassa de ce pas un grand nombre de familles qui allaient mendier dans d'autres contrées. L'hôpital de Laval recueillit nombre d'enfants Nuziens ou du pays de Nuz abandonnés par leurs parents. La veuve de Jean Bruneau de la Forterie, enterrée en 1595 à Fontaine-Couverte, estoit de Nuz, dit son acte de décès. Enfin, et c'est la dernière mention que cite l'abbé Angot, le terme Nuzoise est employé comme une injure au XVIIe siècle dans une discussion orageuse entre deux femmes d'un faubourg de Laval.

## Source
- « Nuz », dans Alphonse-Victor Angot et Ferdinand Gaugain, Dictionnaire historique, topographique et biographique de la Mayenne, Laval, A. Goupil, 1900-1910 [détail des éditions] (BNF 34106789, présentation en ligne)